# Languidic
Languidic (breton.: Langedig) ist eine französische Gemeinde mit 8.046 Einwohnern (Stand 1. Januar 2022) im Département Morbihan in der Region Bretagne. Sie gehört zum Arrondissement Lorient, zum Kanton Hennebont und ist Mitglied im Gemeindeverband Lorient Agglomération.

## Geographie
Die Gemeinde liegt rund 35 Kilometer nordwestlich von Vannes und 18 Kilometer nordöstlich von Lorient. Nachbargemeinden sind Quistinic im Norden, Baud im Nordosten, Pluvigner und Landévant im Südosten, Nostang im Süden, Brandérion und Kervignac im Südwesten, Hennebont und Inzinzac-Lochrist im Westen sowie Lanvaudan im Nordwesten.
Die nördliche und westliche Gemeindegrenze wird vom Fluss Blavet und seinem Nebenfluss Ével gebildet.
Weitere Gewässer fließen nach Süden, besonders hervorzuheben ist hier der Étel, der im Gemeindegebiet entspringt und nach 35 Kilometern in einer eindrucksvollen Ria in den Atlantik mündet.

### Verkehrsanbindung
Das Gemeindegebiet wird von der Nationalstraße N24 durchquert. Weitere Straßenverbindungen bieten die Départementsstraßen D102 und D724. Die beiden Bahnstrecken von Auray nach Lorient und von Auray nach Pontivy berühren jeweils nur kurz die Gemeinde. Auf letzterer befindet sich jedoch der Bahnhof von Baud, der mittlerweile geschlossen wurde.

## Bevölkerungsentwicklung
| Jahr      | 1968 | 1975 | 1982 | 1990 | 1999 | 2006 | 2019 |
| Einwohner | 5236 | 5223 | 5847 | 6350 | 6489 | 7076 | 8064 |

## Sehenswürdigkeiten
- Kapelle Notre-Dame-des-Fleurs, Monument historique
- Steinreihen von Kersolan